# Acquigny
Acquigny är en kommun i departementet Eure i regionen Normandie i norra Frankrike. Kommunen ligger i kantonen Louviers-Sud som tillhör arrondissementet Les Andelys. År 2022 hade Acquigny 1 725 invånare.

## Befolkningsutveckling
Antalet invånare i kommunen Acquigny
Referens:INSEE